# Acide citraconique
L'acide citraconique est un acide dicarboxylique de formule chimique HOOC–C(CH3)=CH–COOH. C'est l'isomère cis de l'acide mésaconique, et l'un des composés obtenus par chauffage de l'acide citrique.